# Nazli Sabri
Pour les articles homonymes, voir Sabri.
Titres
Reine d'Égypte
15 mars 1922 – 28 avril 1936
(14 ans, 1 mois et 13 jours)
Sultane d'Égypte
26 mai 1919 – 15 mars 1922
(2 ans, 9 mois et 17 jours)
Nazli Sabri (arabe : نزلي صبري / نازلى صبرى et turc : Nazlı Sabri) est née à Alexandrie, en Égypte, le 25 juin 1894 et morte le 29 mai 1978 à Los Angeles, aux États-Unis. Seconde épouse du roi Fouad Ier et mère du roi Farouk, elle est reine d'Égypte de 1919 à 1936.
Arrière petite-fille de Soliman Pacha, Nazli Sabri était partiellement d'ascendance française.

## Famille
Nazli Sabri est la fille d'Abdul Rahim Pacha Sabri, ministre de l'Agriculture et gouverneur du Caire, et de Tawfika Khanum Sharif. Par sa mère, Nazli Sabri est l'arrière petite-fille du général franco-égyptien Soliman Pacha (1788-1860), et la petite-fille du major-général Mohammad Charif Pacha (1826-1887), Premier ministre et ministre des Affaires étrangères égyptien.
Nazli Sabri a un frère, Cherif Sabri Pacha (en), membre du Conseil de régence égyptien (1936-1937), et une sœur.
Le 24 mai 1919, Nazli Sabri épouse, au Caire, le roi Fouad Ier d'Égypte (1868-1936), dont c'est la seconde union. De ce mariage naissent cinq enfants :
- Farouk Ier (1920-1965), roi d'Égypte[2], qui épouse Safinaz (Farida) Zulfikar (1921-1988) avant de se remarier à Narriman Sadek (1933-2005) ;
- Faouzia (1921-2013), princesse d'Égypte, qui épouse le chah d'Iran Mohammad Reza Pahlavi (1919-1980) avant de divorcer et de se remarier à Ismail Chirine (en) (1919-1994) ;
- Faiza d'Égypte (1923-1994), qui épouse le prince turc Mohammad Ali Bulent Rauf ;
- Faika d'Égypte (1926-1983), qui épouse Fouad Sadek ;
- Fathia d'Égypte (1930-1976), qui épouse le copte Riad Ghali (1919-1987).

## Biographie

### Jeunesse
Née le 25 juin 1894, Nazli Sabri est issue d'une importante famille égyptienne, aux racines en partie ottomanes et françaises.
La jeune fille fait ses études au lycée de la Mère-de-Dieu du Caire puis au collège Notre-Dame de Sion d'Alexandrie. Après la mort de leur mère, Nazli et sa sœur partent étudier en internat à Paris, où elles restent deux ans. De retour en Égypte, Nazli épouse un aristocrate égyptien, dont elle divorce bientôt. Par la suite, elle noue une relation amoureuse avec Saeed Zaghloul, neveu du leader nationaliste Saad Zaghloul, avec lequel elle est sur le point de se fiancer, avant que celui-ci ne quitte précipitamment l'Égypte après la révolution de 1919.

### Reine d'Égypte

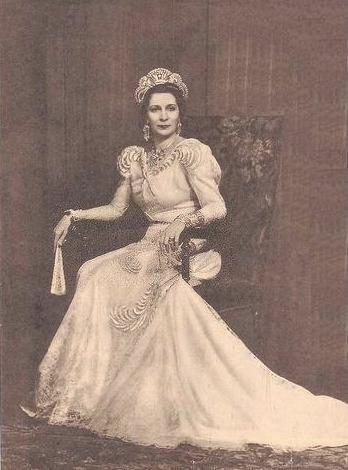
Portrait officiel de Nazli Sabri lors de son anniversaire, en 1925.

Nazli Sabri rencontre pour la première fois le sultan Fouad Ier d'Égypte lors d'une représentation à l'opéra. Divorcé depuis 1898, le souverain demande la main de la jeune fille, qui est de 25 ans sa cadette, le 12 mai 1919. Le couple se marie finalement le 24 mai 1919 au palais Bustan. Peu après, Nazli est conduite à l’haramlek au palais Abbasiya. Son époux la prévient alors qu'elle y restera confinée jusqu'à ce qu'elle ait produit un héritier du trône. Après la naissance de leur fils, le futur Farouk Ier, elle est toutefois autorisée à s'installer au palais Koubbeh avec son époux. En 1922, Fouad Ier abandonne le titre de sultan et prend celui de roi. Nazli devient alors la première reine de l'Égypte contemporaine. 
Confinée dans le palais royal pendant la majeure partie du règne de son époux, Nazli est cependant autorisée à assister à l'opéra et à participer à quelques cérémonies strictement féminines. Ayant reçu une éducation très libre et raffinée, la souveraine supporte difficilement cette vie recluse. En 1927, elle accompagne malgré tout son mari pendant le séjour de quatre mois qu'il effectue en Europe et elle reçoit un accueil particulièrement positif dans l'hexagone, où ses origines françaises sont mises en avant[réf. nécessaire].

### Dernières années
Après la mort de Fouad Ier en 1936, le seul fils de Nazli monte sur le trône sous le nom de Farouk Ier. Charif Sabri Pacha, le frère de la reine, entre alors au conseil de régence tandis que cette dernière prend le titre de reine mère. 
En 1946, Nazli quitte l'Égypte pour les États-Unis, où elle est soignée pour une maladie rénale. En août 1950, Farouk déchoit sa mère et sa sœur Fathia de leurs titres et prérogatives à cause de la liaison que la princesse entretient avec un Copte du nom de Riad Ghali et de l'appui que sa mère offre à leur relation. En 1955, Nazli achète une villa de 28 pièces pour 63 000 dollars à Beverly Hills. Elle y emménage bientôt avec sa fille, son gendre et les deux enfants du couple. À cette époque, Nazli se convertit au catholicisme et prend le nom de Mary-Elizabeth.
En 1965, Nazli assiste aux funérailles de son fils Farouk, à Rome.
Après le divorce de la princesse Fathia, Nazli déménage dans un petit appartement de Westwood, à Los Angeles, où elle accueille temporairement sa fille,. Confrontée à des problèmes financiers après la proclamation de la république en Égypte, Nazli met en vente ses bijoux chez Sotheby's en 1975,.
En 1976, Nazli demande au président Anwar Sadat le droit de revenir en Égypte. Elle retourne cependant en Amérique à cause de ses problèmes de santé. Elle meurt le 29 mai 1978 en Californie.

## Dans la culture populaire
En 2008, Rawia Rashed publie un livre sur Nazli Sabri, intitulé en arabe Nazli, Malika Fi El Manfa (en français : Nazli, une reine en exil). En 2010, cette biographie sert de base à la série télévisée égyptienne homonyme, qui met en scène l'actrice Nadia Al Jundi.